# Маріан Саву
Маріан Саву (рум. Marian Savu, нар. 11 жовтня 1972, П'єтрошані, Телеорман) — румунський футболіст, нападник. Він зіграв у цілому 257 матчів у румунському Дивізіоні А, українській Прем'єр-лізі і національному чемпіонаті Угорщини. У сезоні 1999/00 він був кращим бомбардиром чемпіонату Румунії.

## Кар'єра
Першим професійним клубом Саву стала «Флакера Морені», яка в той час грала у вищій румунській футбольній лізі, Дивізіоні А. Це був перший рік клубу в еліті, тому він не зміг уникнути вильоту в кінці сезону.
Після закінчення сезону Саву приєднався до румунського гранду, «Динамо Бухарест».
Саву не зміг завоювати місце в основі столичного клубу в сезоні 1990/91, обмежившись шістьма матчами. Потім він був відданий в оренду у свій колишній клуб, який грав у Дивізіоні B. Під час зимової перерви 1992/93 він повернувся в «Динамо». Саву набрав форму в сезоні 1993/94, коли зіграв 12 матчів за свій клуб, таким чином він допоміг клубу вийти в Кубок УЄФА. Проте, на початку наступного сезону він був знову відданий в оренду — цього разу в «Брашов». Через півроку він повернувся в «Динамо» і посів з неим третє місце в чемпіонаті після «Стяуа» та «Університаті Крайової».
На початку 1996 року Саву залишив «Динамо» та перейшов до складу конкурента, «Рапіда Бухарест». Після закінчення сезону він приєднався до «Прогресула». У сезоні 1996/97 він був частиною основного складу свого нового клубу. Він допоміг клубу посісти друге місце і вийти у фінал кубка, який, проте, був програний «Стяуа» з рахунком 4:2. У першому колі сезону 1997/98 йому вдалося зіграти лише п'ять матчів, і він був відданий в оренду на частину сезону в «Спортул», який покинув Дивізіон А за підсумками сезону.
Після повернення Саву в «Прогресул» нападник провів найуспішніший сезон у своїй кар'єрі. Хоча його клуб за підсумками сезону виявився лише в середині турнірної таблиці, в сезоні 1998/99 він забив 19 голів і зміг поліпшити цей результат в наступному сезоні, відзначившись 20 голами, які принесли йому приз кращого бомбардира. Саву став кращим бомбардиром завдяки тому, що його головний конкурент, Адріан Муту, був проданий під час зимової перерви в «Інтернаціонале» і не зміг покращити свій результат в 18 голів у другій половині сезону.
Цей успіх Саву був помічений іноземними клубами і донецький «Шахтар» у 2000 році підписав з ним контракт. У Вищій лізі румун відзначився хет-триком за «гірників», взявши участь у розгромі алчевської «Сталі» (5:2). Проте у «Шахтарі» Саву так і не зміг показати хорошу гру і залишив клуб через півроку, перейшовши до складу сусідів «гірників», «Металурга», у новому клубі він зіграв лише п'ять матчів.
У 2001 році він повернувся назад в «Прогресул», але не зміг повторити свої попередні досягнення. Хоча він знову зайняв друге місце в чемпіонаті, Саву після всього лише одного сезону на батьківщині перейшов у кіпрський «АЕЛ Лімасол».
На Кіпрі Саву залишався всього один рік і у 2003 році приєднався до угорського «Відеотона». Після одного сезону в Угорщині він втретє повернувся в «Прогресул», але як і раніше не міг набрати форму.
У 2006 році він перейшов в «Петролул» з Ліги II, де роком пізніше він закінчив свою кар'єру.

## Титули і досягнення
- Найкращий бомбардир чемпіонату Румунії: 1999-2000